# Le Strade Nuove

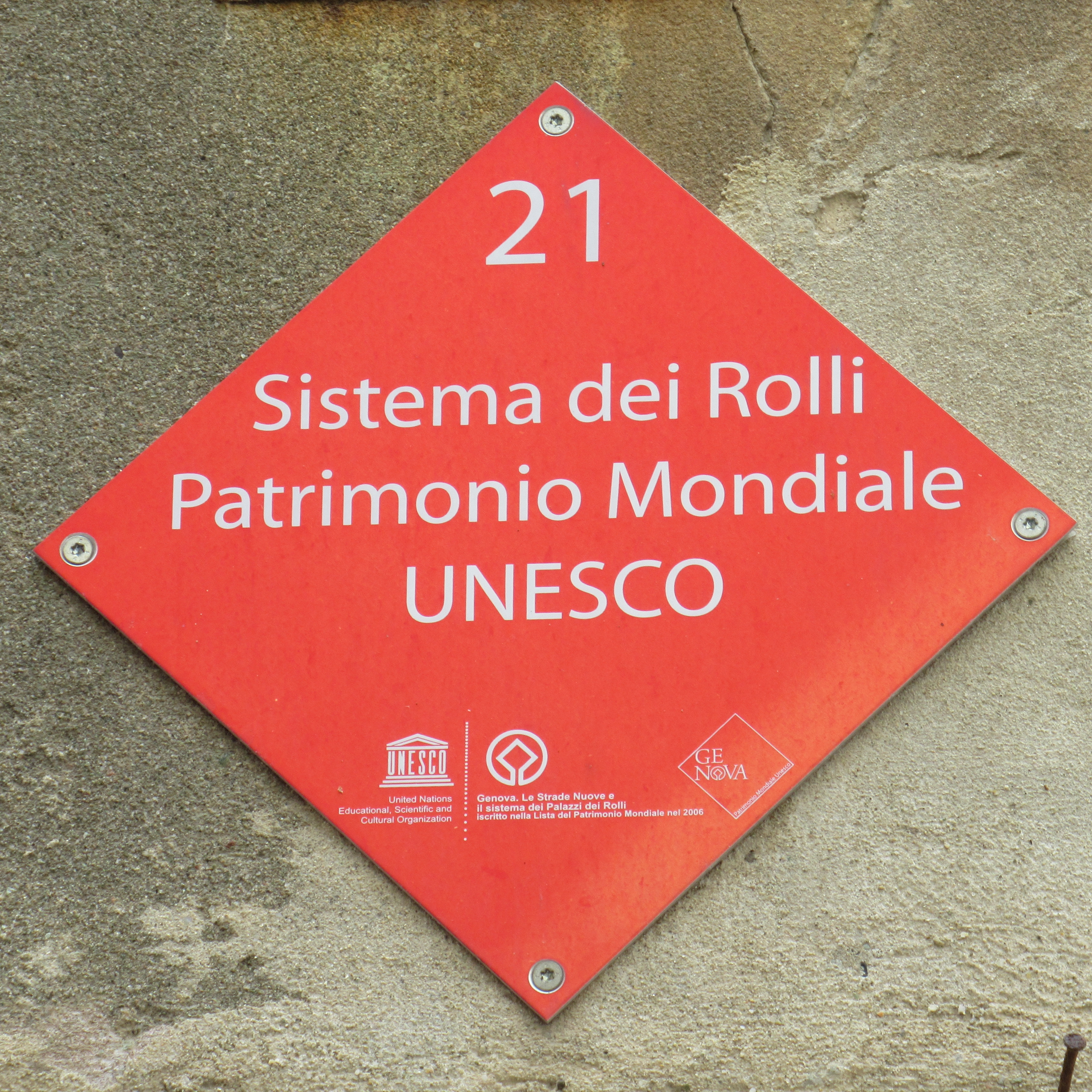
Hinweis auf das Welterbe am Palazzo Giovanni Carlo Brignole

Le Strade Nuove (italienisch „die neuen Straßen“) ist eine Sammelbezeichnung für die Straßen und Plätze Via Garibaldi, Piazza della Meridiana, Via Cairoli und Via Balbi in Genua. Berühmt ist das Gebäude- und Straßenensemble wegen der hier stehenden prunkvollen Stadtpaläste (Palazzi dei Rolli), die seit 2006 zum Welterbe der UNESCO gehören.

## Geschichte
Der östliche Abschnitt des Straßenzugs wurde im letzten Viertel des 16. Jahrhunderts in einem damals am Rand der Stadt gelegenen Bereich parallel zum Hangverlauf angelegt und relativ zügig mit den Stadtpalästen der Genueser Oberschicht bebaut. Die Straße trug damals die Bezeichnung Strada nuova, die heutige Via Garibaldi.
100 Jahre später beriet der Stadtrat über deren Verlängerung nach Westen, um die Strada Nuova mit der Piazza del Guastato auf direktem Weg zu verbinden. Das Projekt zog sich hin. Zwar wurde Pietro Antonio Corradi bereits 1661 beauftragt, einen entsprechenden Plan zu entwerfen. Jedoch waren die Familien Balbi und Brignole sowie die Kirche San Siro dei Padri Teatini dagegen, weil sie für das Projekt hätten Land abtreten müssen. So dauerte es bis 1777, bevor ein Wettbewerb für den Bau der „Strada Nuovissima“ ausgeschrieben wurde. Vier Entwürfe wurden ausgewählt, die von Claudio Storace, Andrea Tagliafichi, Gianbattista Pellegrini und Gregorio Pettondi stammten, wobei letzterer den Zuschlag erhielt. Die Entscheidung mag auch auf den politischen Einfluss von Giuseppe Lomellini zurückzuführen sein, der zu dieser Zeit Doge von Genua war und dessen Familie ein Anwesen besaß, das direkt an der neuen Straße lag, den Palazzo Stefano Lomellini. Es dauerte bis 1786, bevor der Bau vollendet war. Angelegt wurden die Piazza della Meridiana und die Strada Nuovissima (heute: Via Cairoli).

Palazzi in den Strade Nuove
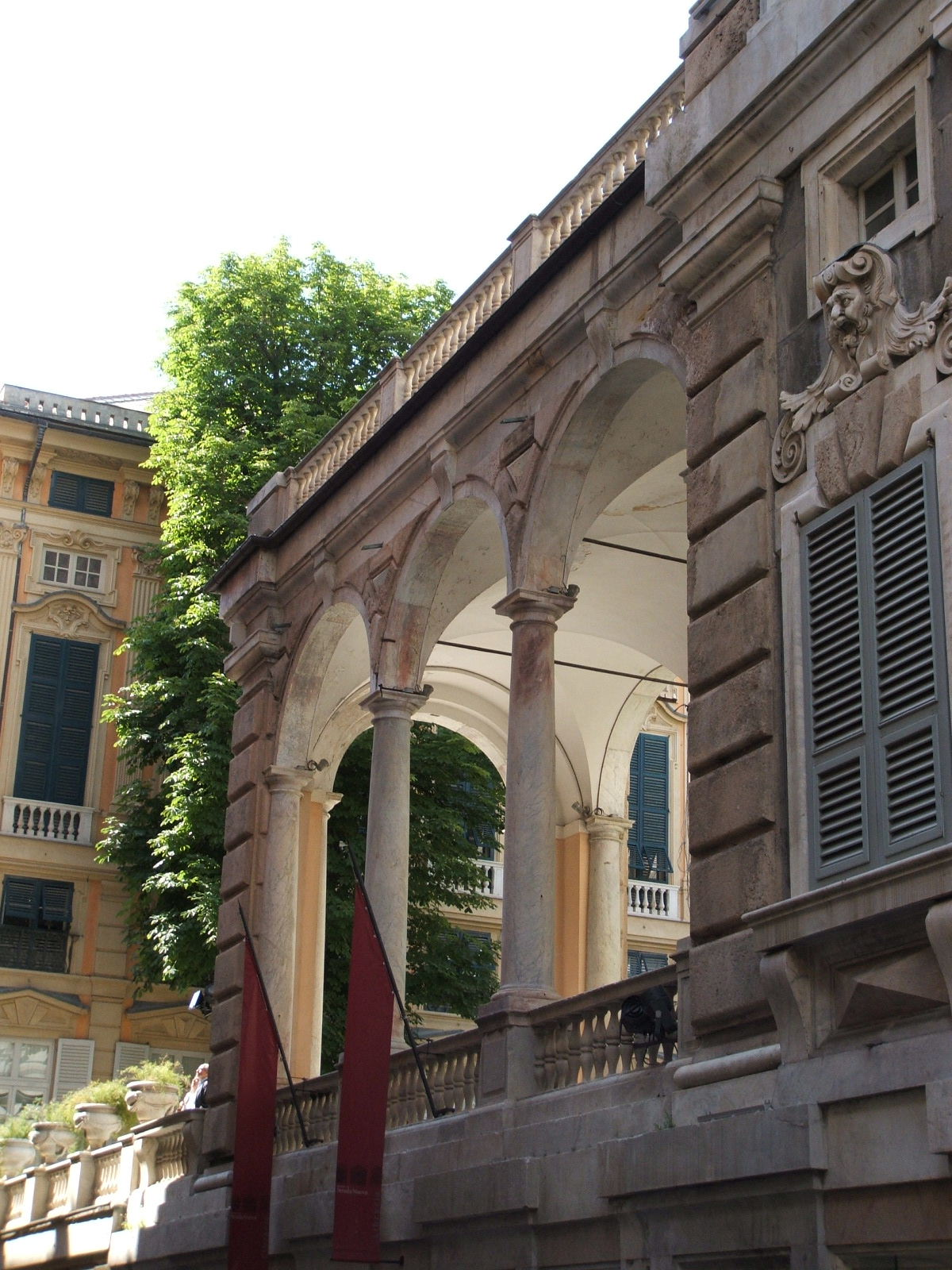
Via Garibaldi
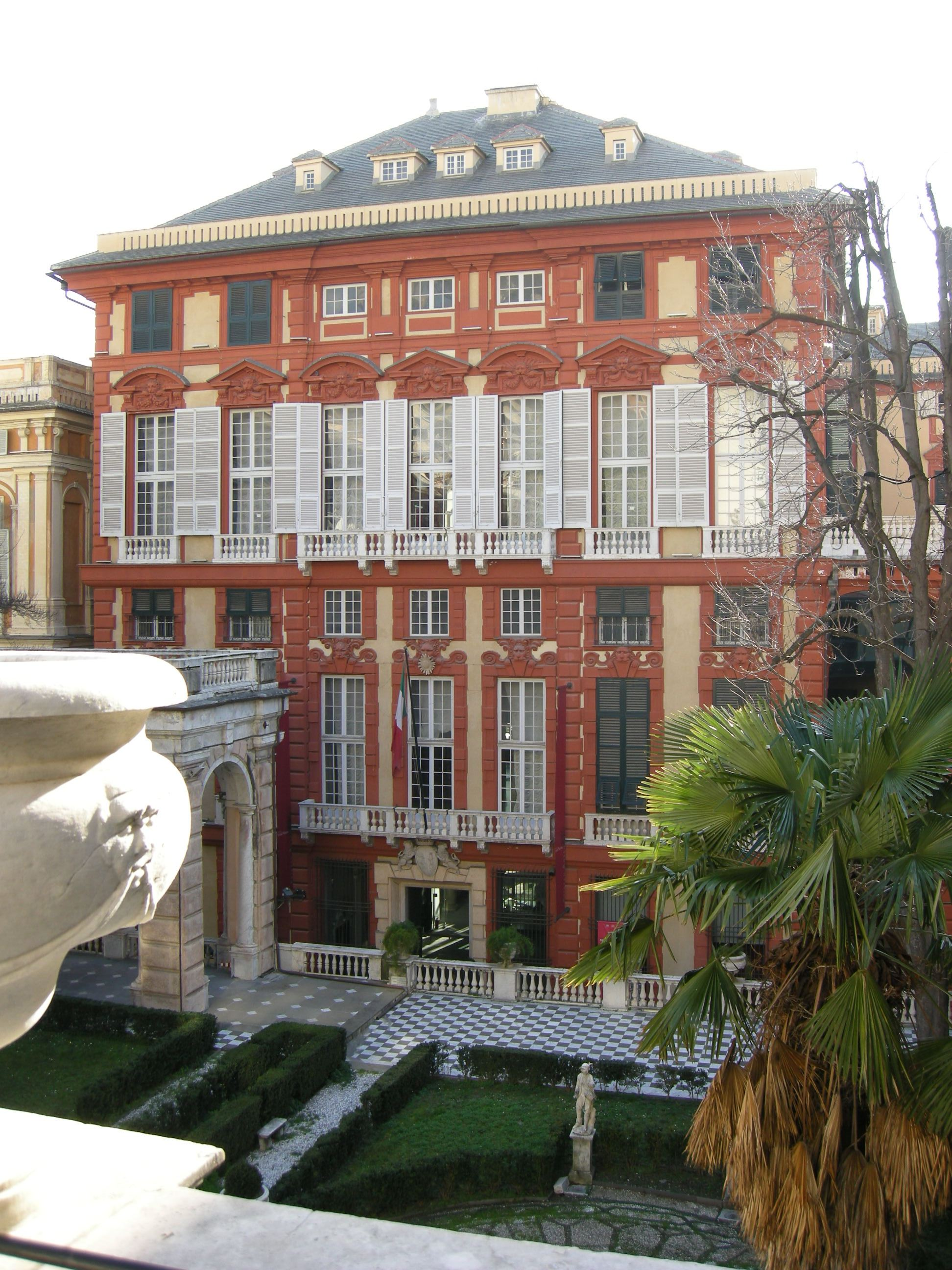
Palazzo Ridolfo e Giovanni Francesco Brignole Sale „Palazzo Rosso“ (Via Garibaldi)
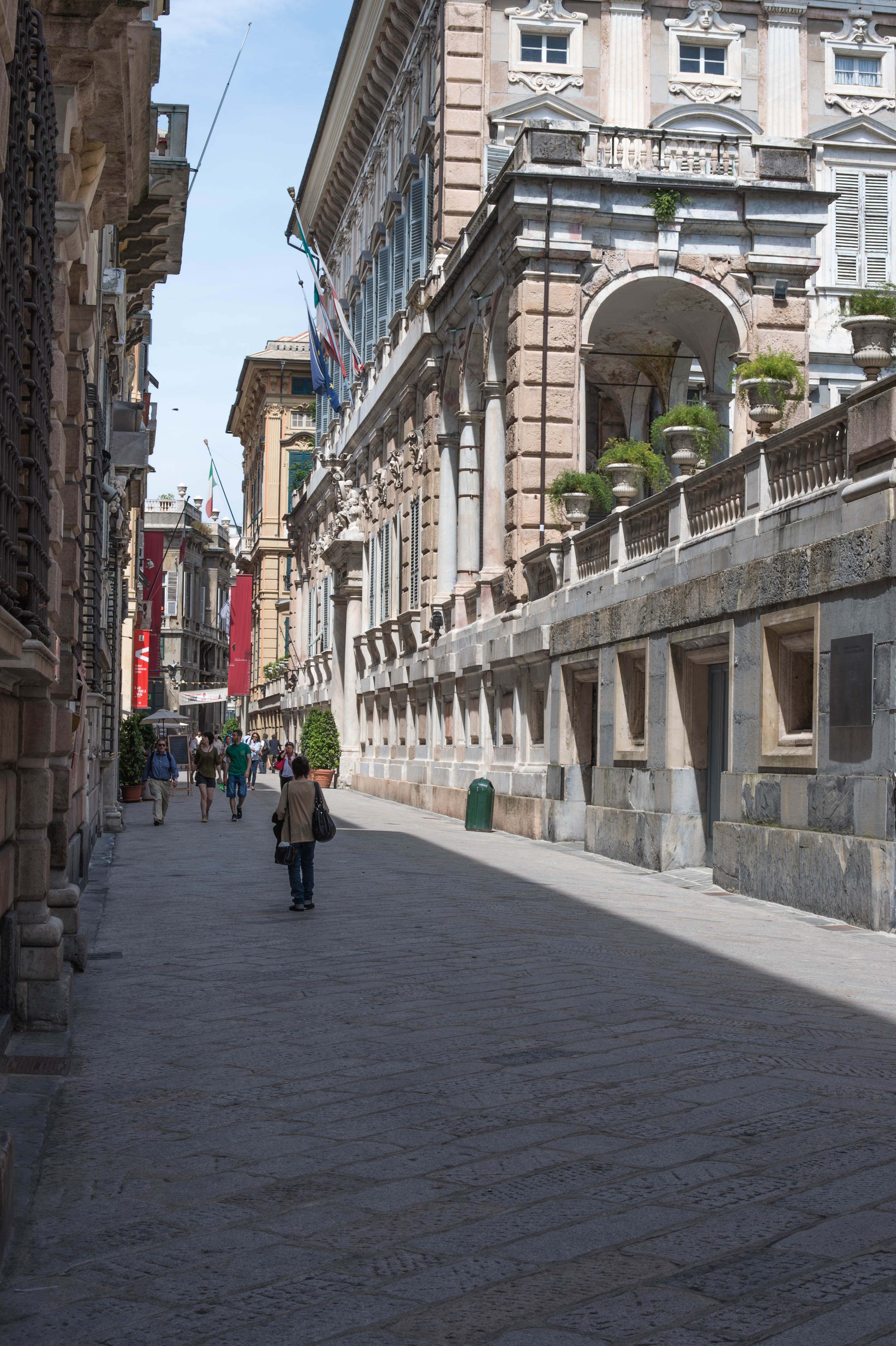
Palazzo Luca Grimaldi, „Palazzo Bianco“ (Via Garibaldi)
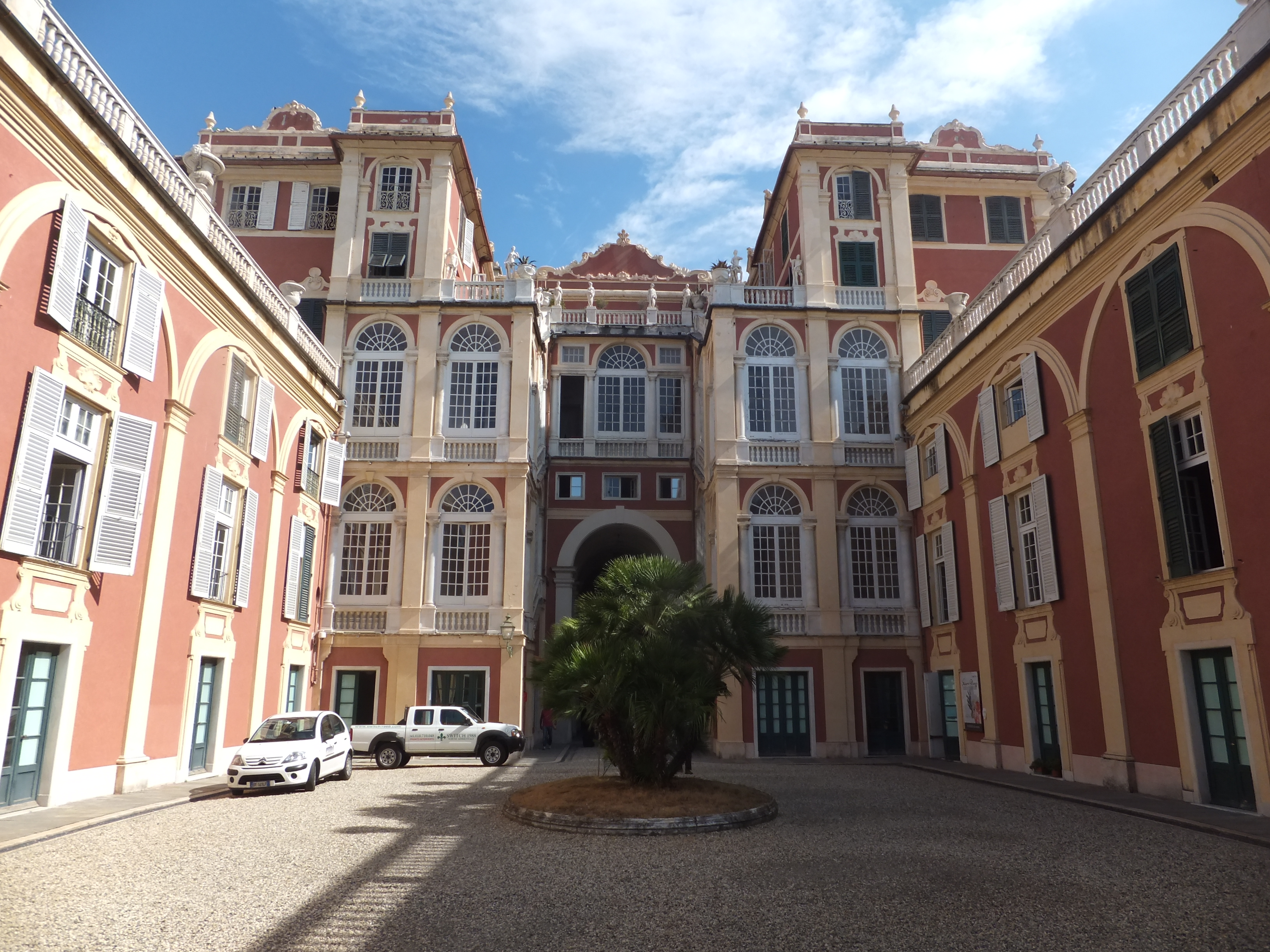
Palazzo Reale (Via Balbi)